# António Barreira
António Barreira (Vidigueira, 29 de Março de 1974) é um argumentista/roteirista português. 

## Biografia
António é licenciado em Direito pela Faculdade de Direito da Universidade de Lisboa desde 1997, tendo exercido advogacia nos primeiros anos após obtenção do grau académico.
Começou por dirigir a 4ª temporada de Morangos com Açúcar. O seu segundo trabalho foi a telenovela de sucesso Fascínios. Escreveu também a história de Flor do Mar, juntamente com Maria João Mira e Diogo Horta, novela da TVI gravada na Madeira que estreou no dia 17 de Novembro de 2008. Foi também o autor da primeira novela portuguesa nomeada e vencedora de um Emmy, Meu Amor. Em 2012, a novela Remédio Santo da sua autoria foi nomeada para um Emmy, sendo a 2ª maior novela realizada pela TVI. Várias também foram as novelas em que António Barreira teve de intervir a meio, de forma a resolver diversos problemas nos guiões, como aconteceu em Dei-te Quase Tudo (autoria principal de Tozé Martinho transita para a Casa da Criação, em nome de António Barreira e outros colaboradores).
É atualmente o autor mais requisitado e popular na escrita de telenovelas da TVI.

## Telenovelas
- 2003 - Saber Amar
- 2004 - Mistura Fina
- 2006 - Doce Fugitiva
- 2007 - Morangos com Açúcar (temporada 4)
- 2007 - Fascínios
- 2008 - Flor do Mar (juntamente com Maria João Mira e Diogo Horta)
- 2009 - Meu Amor (vencedora de um Emmy)
- 2011 - Remédio Santo (indicada para um Emmy)[2]
- 2013 - Destinos Cruzados
- 2014 - O Beijo do Escorpião (juntamente com João Matos)
- 2014/2015 - Jardins Proibidos (juntamente com Manuel Arouca)
- 2016/2017 - A Impostora
- 2018/2019 - Alguém Perdeu
- 2020/2022 - Amor Amor (colaborador)
- 2022 - Lua de Mel (colaborador)
- 2023 - Dona Beija (2024)